# Junko Mizuno

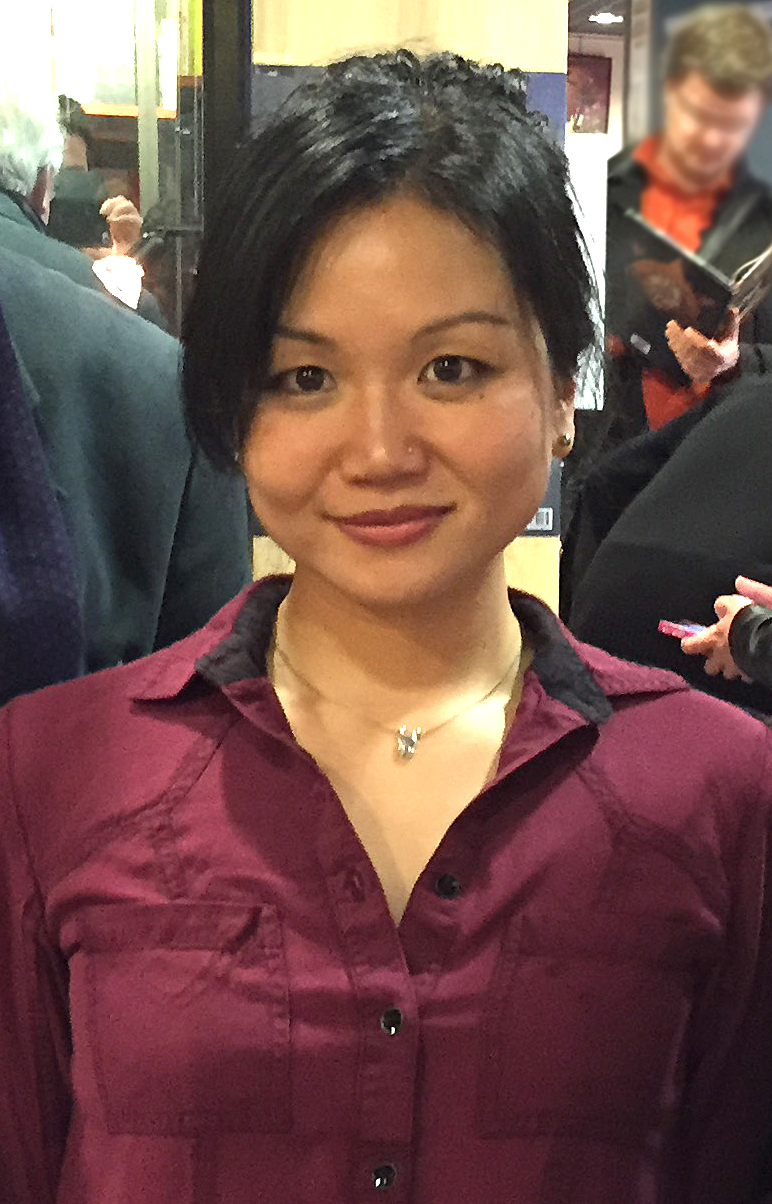
Junko Mizuno in Paris, 2014

Junko Mizuno (japanisch 水野 純子, Mizuno Junko; * 27. Mai 1973 in Itabashi, Präfektur Tokio, Japan) ist eine japanische Manga-Zeichnerin und Illustratorin.
Bekannt ist Mizuno für ihren Zeichenstil, der Niedliches und Groteskes verbindet und einen Einfluss von Osamu Tezuka aufweist. Ihre weiblichen Figuren haben überproportionale Augen und Köpfe.

## Biografie
In ihrer Jugend fand sie Gefallen an den Mädchen-Horror-Mangas von Kazuo Umezu. Mit zwölf hörte sie mit dem Zeichnen auf und begann erst wieder, nachdem sie Sailor Moon gesehen hatte. „Das war die Inspiration dafür, zu den Manga zurückzukehren und meinen Stil total zu verändern, sodass er mir mehr Spaß machte. Ich liebte diese niedlichen und starken Mädchenfiguren. Die waren nicht einfach nur gezeichnet, die hatten Persönlichkeit und eine starke Geschichte und die Leute fanden so viel Gefallen an ihnen.“ In der folgenden Zeit schuf sie einige Dōjinshi, Amateurcomics (unter anderem zu Sailor Moon), die sie jedoch nicht verkaufte oder veröffentlichte. Erst 1996 druckte sie 50 Exemplare ihres Dōjinshis MINA animal DX im Selbstverlag und verkaufte diese. Redakteure des Musikmagazins H entdeckten diesen Comic und stellten sie daraufhin als Illustratorin an.
Das Plattenlabel Avex Trax gab ihr den Auftrag, Mangas zu zeichnen, die erzählerisch wie Techno-Musik aufgebaut werden und die den Booklets von Musik-CDs beiliegen sollten. Mizuno überarbeitete die für die CD-Veröffentlichungen gezeichneten Comics und brachte sie unter dem Titel Pure Trance (ピュア・トランス, Pyua Toransu) 1998 erneut beim Verlag East Press als Sammelband heraus.
Es folgten drei Bücher, die auf Basis von Märchen entstanden: Cinderalla-chan (シンデラーラちゃん, Shinderāra-chan, 1999, Kōshinsha), Hansel & Gretel (ヘンゼル&グレーテル, Henseru & Gurēteru, 2000, Kōshinsha) und Ningyohimeden (人魚姫殿, 2001, Bunkasha). Im Manga-Magazin Comic Beam brachte sie von 2002 bis 2004 die Serie Fancy Gigolo Peru (ファンシージゴロ▼ペル, Fanshī Jigoro Peru) heraus; später erschien der Manga in drei Sammelbänden bei Enterbrain.
Neben ihrer Arbeit als Illustratorin und Comiczeichnerin ist sie auch als Charakterdesignerin tätig und produziert Kunststofffiguren. Ihr Werk wurde ins Englische und Französische übersetzt.